# Reverend Bizarre
Reverend Bizarre est un groupe de doom metal finlandais, originaire de Lohja. Formé en 1994, ils jouent un doom traditionnel au chant clair, dramatique et mélancolique, dans le même style que des groupes comme Saint Vitus, Pentagram et même Black Sabbath. Le groupe décide d'arrêter en 2007, après la sortie de leur troisième album.

## Biographie
Le groupe est formé en 1994 à Lohja. Après leur service militaire, Albert Magus, Peter Vicaire et Juippi se mettent à jouer à l'automne 1997. En été 1998, Magus se déplace à Turku afin de continuer Reverend Bizarre avec Vicaire. Pour compléter leur formation, ils reprennent contact avec Earl of Void, à cette période récemment libéré de prison. Ils enregistrent la démo Slice of Doom en trois jours (16, 17 et 23 août 1999), qu'ils envoient à plusieurs labels dans l'espoir de signer un contrat.
Initialement, cinq albums étaient prévus. Le 17 août 2007, le groupe annonce sur MySpace son intention de publier son tout dernier album, enregistré au studio III: So Long Suckers. À la fin de septembre 2007, cependant, ils annoncent l'enregistrement et la publication de plusieurs enregistrements.
Après la séparation de Reverend Bizarre, les membres du groupe se concentrent sur leurs autres groupes et projets. Albert Witchfinder devient membre, en 2005 du groupe The Puritan.

## Membres
- Sami « Sir Albert Witchfinder » Hynninen  - chant, basse
- Kimi « Father Peter Vicar » Kärki - guitare
- Jara « Monsieur Earl of Void » Pohjonen - batterie, guitare

## Discographie

### Albums studio
- 2002 : In the Rectory of the Bizarre Reverend
- 2005 : II: Crush the Insects
- 2007 : III: So Long Suckers

### Autres
- 1999 : Slice of Doom (démo)
- 2003 : split 7" avec Ritual Steel
- 2003 : Harbinger of Metal (EP)
- 2004 : split 12" avec Orodruin
- 2004 : split 7" avec Minotauri
- 2004 : Slice of Doom 1999-2002 (compilation)
- 2004 : Return to the Rectory (bonus CD remasterisé, In the Rectory)
- 2005 : Slave of Satan (CDS)
- 2006 : Thulsa Doom (7")
- 2007 : Teutonic Witch (single)
- 2009 : Death is Glory ... Now (compilation de tous les splits du groupe)